# Eliasz Parmeński

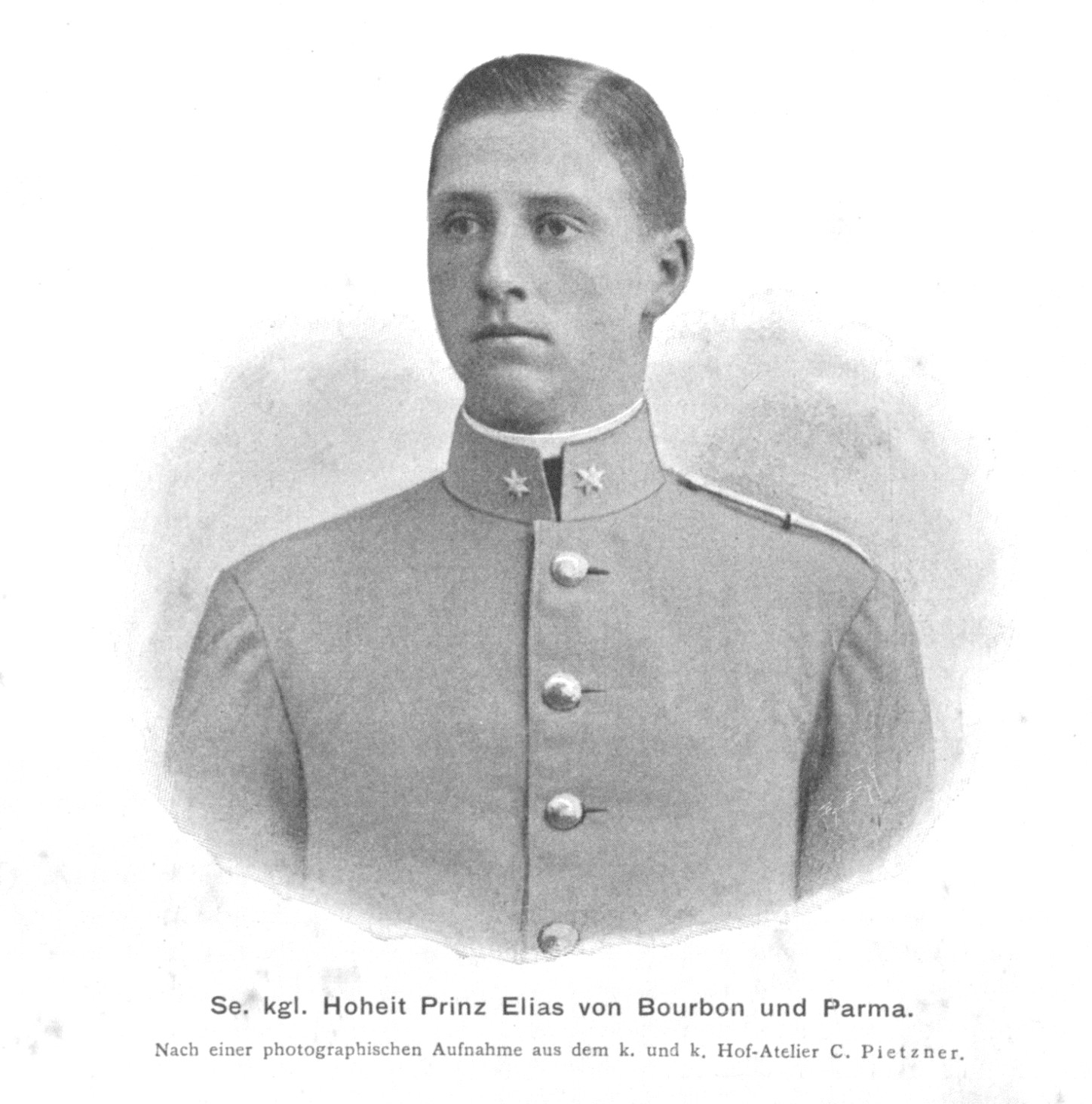

Eliasz Robert Barlo Maria Pius Burbon-Parmeński (ur. 23 lipca 1880 w Biarritz; zm. 27 czerwca 1959 w Friedbergu) – tytularny książę Parmy, głowa rodziny Burbonów-Parmeńskich.

## Życiorys
Był synem Roberta Parmeńskiego, ostatniego księcia Parmy, i jego pierwszej żony – Marii Pia Burbon (córki króla Ferdynanda II Sycylijskiego). Miał 12 rodzonego rodzeństwa i 12 rodzeństwa przyrodniego. Był regentem podczas tytularnych rządów swoich dwóch braci: Henryka i Józefa. 6 jego rodzeństwa zostało pozbawione prawa do dziedziczenia, ponieważ było opóźnione umysłowo, a Eliasz został ogłoszony ich opiekunem – mimo że był najmłodszym synem Roberta z pierwszego małżeństwa. Później jego przyrodni bracia – Sykstus i Ksawery, domagali się podzielenia między nich rodzinnej fortuny, ale przegrali sprawę we francuskim sądzie.

## Małżeństwo
25 maja 1903, w Wiedniu, Eliasz poślubił Marię Annę Habsburg, arcyksiężniczkę austriacką (1882–1940), córkę Fryderyka Habsburga, księcia cieszyńskiego, i Izabeli von Croÿ-Dülmen. Para miała ośmioro dzieci:
- Elżbietę (1904–1983), zmarłą bezdzietnie,
- Karola (1905–1912), zmarłego na chorobę Heinego-Medina,
- Marię (1906–1994), zmarłą bezdzietnie,
- Roberta (1909–1974), tytularnego księcia Parmy jako Robert II, który jednak zmarł bezdzietnie,
- Franciszka (1913–1939), zmarłego bezdzietnie,
- Joannę Izabelę (1916–1949), postrzeloną śmiertelnie w La Toledana, w Hiszpanii, zmarłą bezdzietnie,
- Alicję (1917–2017), żonę swojego kuzyna – infanta Alfonsa, księcia Kalabrii, oficjalnego pretendenta do tronu Obojga Sycylii,
- Marię Krystynę (1925–2009), zmarłą bezdzietnie.

## Przodkowie
| Prapradziadkowie                    | kr. Etrurii Ludwik (1773–1803) ∞1795 Maria Ludwika Burbon (1782–1824)                  | kr. Sardynii Wiktor Emanuel I (1759–1824) ∞1789 Maria Teresa Habsburg-Este (1773–1832) | kr. Francji Karol X (1757–1836) ∞1773 Maria Teresa Sabaudzka (1756–1805)               | kr. Obojga Sycylii Franciszek I (1771–1830) ∞1797 Maria Klementyna Habsburg-Lotaryńska (1771–1801) | kr. Obojga Sycylii Ferdynand I (1751–1825) ∞1768 Maria Karolina Habsburg-Lotaryńska (1752–1814) | kr. Hiszpanii Karol IV (1748–1819) ∞1765 Maria Ludwika Burbon-Parmeńska (1751–1819)             | aks. Austrii Leopold II (1747–1792) ∞1765 Maria Ludwika Burbon (1745–1792)                      | Fryderyk Wilhelm Nassau-Weilburg (1768–1816) ∞1788 Ludwika Izabela Kirchberg (1772–1727)        |
| Pradziadkowie                       | kr. Etrurii Karol II (1799–1883) ∞1820 Maria Teresa Sabaudzka (1803–1879)              | kr. Etrurii Karol II (1799–1883) ∞1820 Maria Teresa Sabaudzka (1803–1879)              | Karol Ferdynand d'Artois (1778–1820) ∞1816 Karolina Burbon-Sycylijska (1798–1870)      | Karol Ferdynand d'Artois (1778–1820) ∞1816 Karolina Burbon-Sycylijska (1798–1870)                  | kr. Obojga Sycylii Franciszek I (1771–1830) ∞1802 Maria Izabela Burbon (1789–1848)              | kr. Obojga Sycylii Franciszek I (1771–1830) ∞1802 Maria Izabela Burbon (1789–1848)              | Karol Ludwik Habsburg-Lotaryński (1771–1847) ∞1768 Henrietta z Nassau-Weilburga (1797–1829)     | Karol Ludwik Habsburg-Lotaryński (1771–1847) ∞1768 Henrietta z Nassau-Weilburga (1797–1829)     |
| Dziadkowie                          | ks. Parmy i Piacenzy, Karol III (1823–1854) ∞1845 Ludwika d'Artois (1819–1864)         | ks. Parmy i Piacenzy, Karol III (1823–1854) ∞1845 Ludwika d'Artois (1819–1864)         | ks. Parmy i Piacenzy, Karol III (1823–1854) ∞1845 Ludwika d'Artois (1819–1864)         | ks. Parmy i Piacenzy, Karol III (1823–1854) ∞1845 Ludwika d'Artois (1819–1864)                     | kr. Obojga Sycylii, Ferdynand II (1810–1859) ∞1837 Maria Teresa Habsburg-Lotaryńska (1816–1867) | kr. Obojga Sycylii, Ferdynand II (1810–1859) ∞1837 Maria Teresa Habsburg-Lotaryńska (1816–1867) | kr. Obojga Sycylii, Ferdynand II (1810–1859) ∞1837 Maria Teresa Habsburg-Lotaryńska (1816–1867) | kr. Obojga Sycylii, Ferdynand II (1810–1859) ∞1837 Maria Teresa Habsburg-Lotaryńska (1816–1867) |
| Rodzice                             | ks. Parmy i Piacenzy, Robert (1848–1907) ∞1869 Maria Pia Burbon-Sycylijska (1849–1882) | ks. Parmy i Piacenzy, Robert (1848–1907) ∞1869 Maria Pia Burbon-Sycylijska (1849–1882) | ks. Parmy i Piacenzy, Robert (1848–1907) ∞1869 Maria Pia Burbon-Sycylijska (1849–1882) | ks. Parmy i Piacenzy, Robert (1848–1907) ∞1869 Maria Pia Burbon-Sycylijska (1849–1882)             | ks. Parmy i Piacenzy, Robert (1848–1907) ∞1869 Maria Pia Burbon-Sycylijska (1849–1882)          | ks. Parmy i Piacenzy, Robert (1848–1907) ∞1869 Maria Pia Burbon-Sycylijska (1849–1882)          | ks. Parmy i Piacenzy, Robert (1848–1907) ∞1869 Maria Pia Burbon-Sycylijska (1849–1882)          | ks. Parmy i Piacenzy, Robert (1848–1907) ∞1869 Maria Pia Burbon-Sycylijska (1849–1882)          |
| Eliasz Burbon-Parmeński (1880–1959) |                                                                                        |                                                                                        |                                                                                        | |                                                                                                 |                                                                                                 |                                                                                                 |                                                                                                 |